# Gérard Simonnot
Gérard Simonnot (* 5. Januar 1953 in Châteauneuf-sur-Charente) ist ein ehemaliger französischer Radrennfahrer.

## Sportliche Laufbahn
Simonnot war im Straßenradsport aktiv. 1975 siegte er im Etappenrennen Tour du Béarn vor Patrick Friou, auf einer Etappe der Route de France und der Tour du Loir-et-Cher. Bei Paris–Évreux wurde er Zweiter. 1976 gewann er Paris–Roubaix Espoirs, Paris–Beaugency und eine Etappe des Ruban Granitier Breton. Die Internationale Friedensfahrt bestritt er 1976 und wurde 67.
1977 wurde er Berufsfahrer im Radsportteam Peugeot-BP-Michelin und blieb bis 1979 und von 1986 bis 1989 als Radprofi aktiv. In seiner ersten Profisaison holte er einen Etappensieg im Étoile des Espoirs, 1979 in der Tour du Tarn. Im Circuit de l’Indre 1978 wurde er Dritter. 1989 war er im Eintagesrennen Bordeaux-Saintes erfolgreich.
Auf der Bahn wurde er 1989 in der nationalen Meisterschaft im Steherrennen hinter Serge Crottier-Combe Zweiter.